# Шурин (гора)
Шу́рин — одна з вершин Українських Карпат. Висота — 1772 м. Розташована в Івано-Франківській області, у південно-східній частині хребта Чорногора, неподалік (на південний схід) від вершини Піп Іван Чорногорський (2022 м).
Західні, південні та східні схили гори круті, північний схил переходить у пологий хребет, який, по суті, є відгалуженням гори Піп Іван Чорногорський. Підніжжя Шурина вкрите лісами, вище — рідколісся і полонини. З північно-східного боку гори лежить озеро Марічейка. Зі сходу протікає річка Погорілець, зі заходу — Гропенець. На південних схилах розташоване урочище Полонина Шурин. Гора лежить у межах Карпатського національного природного парку.
Найближчий населений пункт — село Явірник.